# Selección de rugby de México
La selección de rugby de México, más conocida como Serpientes, representa a ese país en las competiciones oficiales de rugby. Debido a que dicho deporte se práctica de forma aislada y amateur en el país, las Serpientes habitualmente tienen poca participación en torneos internacionales. La selección está administrada por la Federación Mexicana de Rugby Unión (FMRU), en marzo del 2012 México logra clasificarse en el ranking mundial en el puesto número 71 junto a nuevas entradas en la lista como Filipinas y Pakistán, actualmente se encuentra en el lugar 50 del mismo ranking. La selección de rugby de México es miembro de la World Rugby desde 2007.

## Historia
El 29 de marzo de 2008, las "Serpientes" jugaron su primer partido eliminatorio para la Copa Mundial de Rugby de 2011 de la zona Rugby Americas North, contra San Vicente y Granadinas. Las "Serpientes" derrotaron al equipo caribeño 47-7 en su Estadio Nacional Arnos Vale.
En un partido muy pausado y menos prolijo que el anterior contra USA South, México vence 24-3 a las Islas Caimán y se gana un lugar en la final del NACRA Championship 2015 ante el ganador del partido entre Guyana y Trinidad y Tobago.
Entre 2018 y 2019 participó en el Americas Rugby Challenge, segunda categoría del rugby americano, frente a selecciones de Sudamérica Rugby y Rugby Americas North, donde su mejor participación fue el segundo puesto en la edición 2019.

## Palmarés
- RAN Championship
  - Campeón (2): 2016, 2025
  - Subcampeón (1): 2015
- RAN Cup
  - Campeón (1): 2014
- Americas Rugby Challenge
  - Subcampeón (1): 2019
  - Tercer lugar (1): 2018

## Participación en copas
| - no ha clasificado - NACRA Championship 2001: no participó - NACRA Championship 2005: no participó - NACRA Championship 2008: 6º puesto - NACRA Championship 2011: 3º puesto en grupo - NACRA Championship 2012: 1.ª fase Norte - NACRA Championship 2013: cuartofinalista Norte - NACRA Championship 2015: 2º puesto - RAN Championship 2016: Campeón invicto - RAN Championship 2017: 2º puesto en grupo - RAN Championship 2018: no participó - RAN Championship 2019: no participó - RAN Championship 2024: 1º puesto en grupo - RAN Championship 2025: Campeón invicto | - RAN Cup 2014: Campeón invicto - Americas Rugby Challenge 2018: 3º puesto - Americas Rugby Challenge 2019: 2º puesto |

## Estadísticas
- Último Test Match considerado vs Trinidad y Tobago (45-14), 21 de junio de 2025.[8]

| Adversario                   | Jugados | Ganados | Perdidos | Empatados | % Victorias |
| ---------------------------- | ------- | ------- | -------- | --------- | ----------- |
| Bahamas                      | 4       | 2       | 2        | 0         | 50.0        |
| Barbados                     | 1       | 0       | 1        | 0         | 0.0         |
| Bermudas                     | 4       | 3       | 1        | 0         | 75.0        |
| Brasil                       | 2       | 0       | 2        | 0         | 0.0         |
| Colombia                     | 6       | 1       | 4        | 1         | 16.6        |
| Costa Rica                   | 1       | 1       | 0        | 0         | 100.0       |
| Guyana                       | 2       | 2       | 0        | 0         | 100.0       |
| Islas Caimán                 | 13      | 7       | 6        | 0         | 53.8        |
| Islas Turcas y Caicos        | 1       | 1       | 0        | 0         | 100.0       |
| Jamaica                      | 3       | 3       | 0        | 0         | 100.0       |
| Paraguay                     | 2       | 1       | 1        | 0         | 50.0        |
| San Vicente y las Granadinas | 1       | 1       | 0        | 0         | 100.0       |
| Trinidad y Tobago            | 2       | 1       | 1        | 0         | 50.0        |
| USA South                    | 4       | 3       | 1        | 0         | 75.0        |
| Total                        | 46      | 26      | 19       | 1         | 56.52       |